# Copiste
Un copiste est un professionnel chargé de la reproduction de documents écrits ou d’œuvres d'arts. Ce métier est né de la nécessité de produire des copies de documents administratifs et de textes destinés à l'enseignement et à la propagation du savoir, bien avant l'invention de l'imprimerie, puis de la photographie et d'autres moyens de reproduction.

## Histoire

### Antiquité

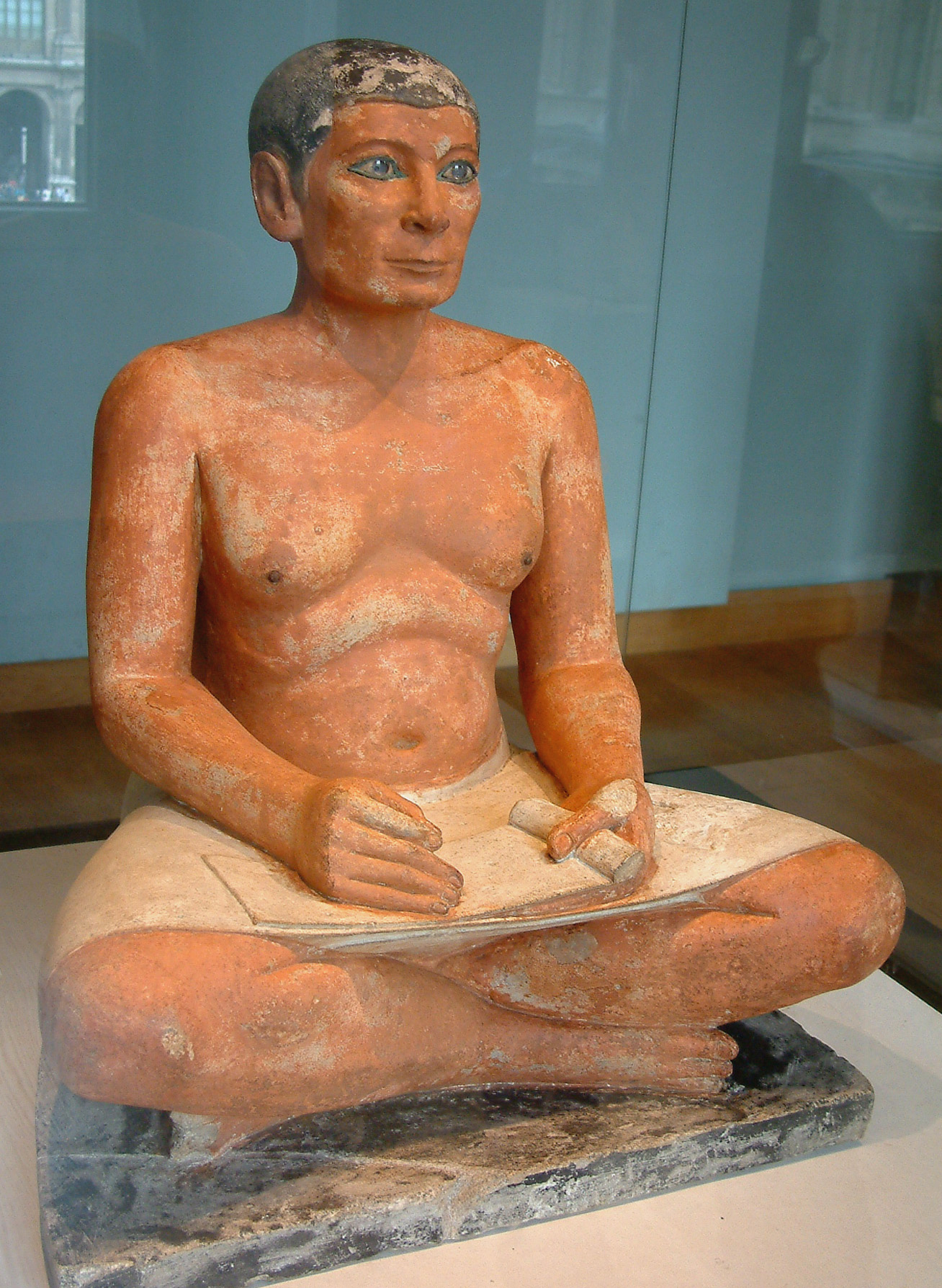
Le Scribe accroupi, statue égyptienne (vers 2600 av. J.-C.), musée du Louvre.

Dans l'Égypte antique, les scribes effectuaient d'abord la transcription puis la copie de documents nécessaires à l'administration du pays et d'autres travaux administratifs.
À l'époque gréco-romaine, il existait des professionnels qui travaillaient pour le compte d'éditeurs. Leur rémunération était calculée grâce à la stichométrie qui divisait toute œuvre en fragments d'égale longueur, type verset.
À Rome, le copiste jouait souvent un rôle de secrétaire ((la) amanuensis).

### Moyen Âge

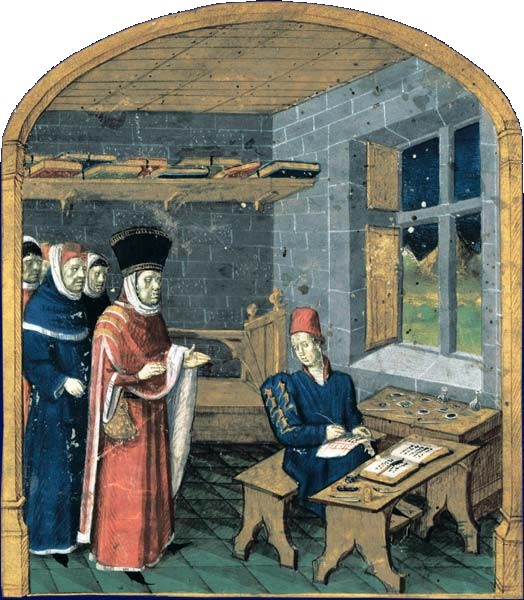
Miniature illustrant l'ouvrage Mare historiarum, rédigé par l'historien Giovanni Colonna au XIIIe siècle. Elle montre le chancelier Guillaume Jouvenel des Ursins, commanditaire de l'ouvrage, rendant visite à un enlumineur dans son atelier.

Les moines copistes (et des moniales,,,) copiaient des livres à la main pour la population alphabétisée, une faible minorité. Le copiste pouvait aussi orner son texte d'enluminure. Il travaillait dans un atelier, le scriptorium, sous le commandement d'un armarius (bibliothécaire).
Bien des copistes ont laissé leur nom dans le colophon, ainsi que la date à laquelle ils ont fait leur travail.
Un copiste expérimenté pouvait maîtriser plusieurs types d'écriture. Le cas le plus extrême est probablement celui du « moine Léonard Wagner, à Augsbourg, mort en 1522, [qui] se vantait de savoir tracer soixante-dix sortes d'écriture ».
À la fin du Moyen Âge, la montée en puissance de l'écrit permit l'émergence de scriptoriums laïcs.

## Par corps de métier

### Dans le domaine des arts plastiques
Suivant leurs spécialités, les copistes peuvent exécuter des copies d'œuvres d'arts : peintures, gravures sculptures. De très nombreux artistes, notamment de la Renaissance jusqu'au XIXe siècle, ont commencé par apprendre le métier puis exercer leur art par la copie des grands maîtres (ainsi, Le Caravage, à Rome, commence par exécuter des copies d'œuvres pour les amateurs peu fortunés).
Des copistes pratiquent encore de nos jours leur métier ou leur passion dans les musées. En France, les musées du Louvre et d'Orsay sont ainsi célèbres pour leurs copistes. La copie peut faire partie de cours d'arts plastiques donnés par certains musées.
Dans les musées nationaux français, depuis 1957, pour éviter la production et la vente frauduleuse de « faux », « la copie doit être au minimum d'une taille supérieure ou inférieure de 1/5 de la hauteur et de la largeur de l'original. Le copiste n'est pas autorisé à reproduire la signature du maitre de l'œuvre originale. »
En dehors des musées nationaux, la copie d'une œuvre du domaine public (soixante-dix ans après le décès de l'artiste) peut être de dimension libre, y compris de la taille originelle, à condition qu'elle soit identifiée comme étant une copie de manière permanente et définitive.

### En imprimerie
Dans une imprimerie, le copiste est celui ou celle qui prépare la forme imprimante, c’est-à-dire la plaque offset, c'est aussi le copiste qui effectue les retouches (bord de film, tache, etc.). Cette spécialité devient obsolète depuis l'arrivée du Computer to plate qui copie la plaque depuis l'ordinateur, sans l'intermédiaire de films.

### En informatique
Dans une entreprise d'informatique, le copiste est la personne chargée de reprendre des documents d'analyse et les réécrire sous un format mis à jour avec les nouvelles exigences de la société (en cas de rachat de projet ou d'entreprise par exemple). Ce processus peut aussi entraîner une suppression des informations obsolètes ou incompréhensibles permettant d'alléger considérablement le document.

### Dans la musique
Dans le monde de la musique, un copiste est la personne qui réalise les partitions destinées aux instrumentistes, à partir de partition d'orchestre ou de relevé à l'oreille, ce qui demande de bonnes capacités d'écoute et des compétences en solfège. Depuis l'arrivée de l'informatique musicale, le travail de copiste est surtout réalisé sur ordinateur, avec des logiciels tels que LilyPond, MuseScore, Encore (en) ou les trois logiciels que les professionnels utilisent au quotidien que sont Finale (1988), Sibelius (1993) et Dorico (2016).

## Dans la culture populaire
Un roman d'Umberto Eco, Le Nom de la rose, décrit le travail des moines copistes au XIVe siècle.